# Wilhelm Mayer (Jurist)
Wilhelm Mayer (* 11. Dezember 1863 in München; † 13. April 1925 ebenda) war ein deutscher Jurist und Schriftsteller. Seine literarischen Werke publizierte er unter dem Pseudonym Wilhelm Herbert.
Mayer schloss 1882 das Wilhelmsgymnasium München ab. Aufgrund seiner Herkunftsverhältnisse war er gezwungen, sich sein Jura-Studium durch Erteilen von Nachhilfeunterricht selbst zu finanzieren. Das Assessorexamen bestand er mit Auszeichnung. 1891 wurde er dritter Staatsanwalt, 1898 Landgerichtsrat und 1904 als Oberlandesgerichtsrat Vorsitzender des Schöffengerichts München. In dieser Funktion leitete er u. a. 1908 den Prozess Maximilian Hardens gegen Anton Städele, der als Teil der Harden-Eulenburg-Affäre deutschlandweit Aufsehen erregte. Darüber hinaus war er Vorsitzender des Bühnenschiedsgerichts in München. Von 1919 bis zu seinem Tod war er Präsident des Landgerichts München. Wegen seiner liberalen Urteilspraxis war er als „der gute Richter“ und „Vergleichs-Mayer“ bekannt.
Unter seinem Pseudonym war er Mitarbeiter der Fliegenden Blätter und verfasste Gedichte, Kurzgeschichten und Humoresken, sowie Jugendbücher, Kriminalromane und Bühnenstücke, von denen eines sogar im Residenztheater aufgeführt wurde.
Wilhelm Mayer wurde auf dem Alten Münchener Südfriedhof begraben (Grablage 29-10-2).
Im Münchener Stadtteil Au wurde der Wilhelm-Herbert-Weg nach ihm benannt.

## Werke
- Junges Blut. Photographische Union, München 1893, OCLC 954478852.
- Das Korpus delikti und andere Humoresken. Braun & Schneider, München 1913.
- Deutsche Kriegshymne 1914 „Nun wollen wir sie dreschen“. Musik von Kurt Hennig (op. 16). Rokotnitz, Berlin 1914, OCLC 930992377.
- Es gilt! Deutsche Kriegs-Lieder und Gedichte 1914–1915. Braun & Schneider, München 1915.
- Stasi. Novelle. Mignon, Dresden 1916.
- Der Liebe finstere Macht. Eine Gebirgs-Erzählung. Vogel & Vogel, Leipzig 1916.
- Andere Zeiten. Roman. Deutsche Buchwerkstätten, Dresden 1918.
- Schritte hinter ihm. Kriminalroman. Moewig & Höffner, Dresden/Leipzig 1920.
- Maus und Molli. Eine Mädelgeschichte in sieben Streichen nach Wilhelm Busch. 1920.[12] Neuausgabe: Esslinger, Stuttgart 2015, ISBN 978-3-480-23202-4.
- Die Sonnenstürzer und andere Geschichten. Phoebus, München 1920.
- Um einen Tag. Roman. J.C. Huber, Diessen 1921.
- Der Ruf in der Nacht. Kriminalroman. 1922 (online bei Wikimedia Commons; Volltext im Projekt Gutenberg-DE).
- Stehauferl. 1922.
- Fünfundzwanzig Bräute. Ein Schelmenroman. Parcus, München 1923.
- Das Spitzweg-Pfeiferl und andere Altmünchener Geschichten. Knorr & Hirth, München 1923.